# Calycorectes acutatus
Calycorectes acutatus är en myrtenväxtart som först beskrevs av Friedrich Anton Wilhelm Miquel, och fick sitt nu gällande namn av Joaquim Franco de Toledo. Calycorectes acutatus ingår i släktet Calycorectes och familjen myrtenväxter. Inga underarter finns listade i Catalogue of Life.